# Heinz Bielka

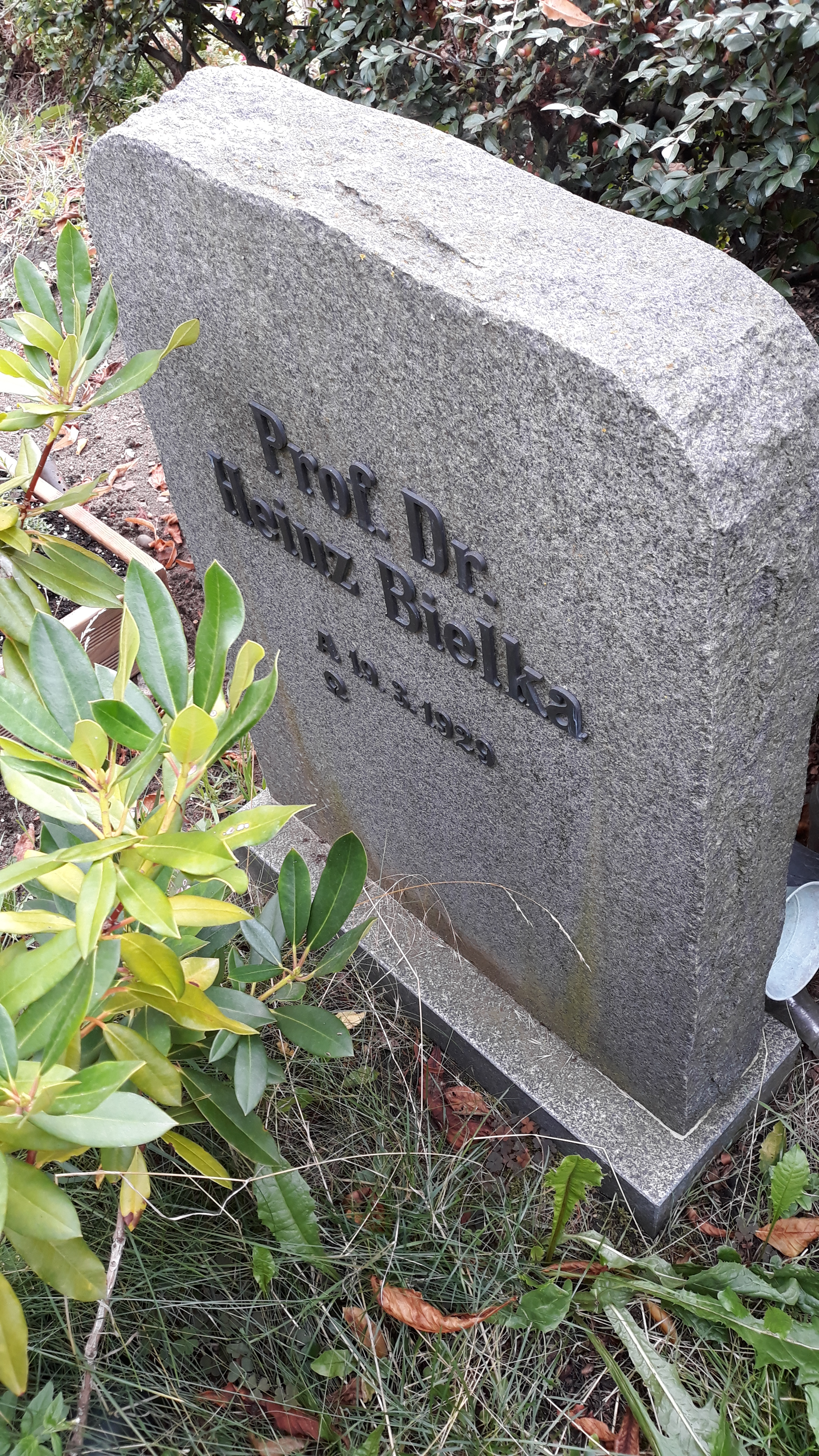
Das Grab von Heinz Bielka auf dem Evangelischen Friedhof Buch in Berlin

Heinz Bielka (* 19. März 1929 in Gersdorf bei Görlitz; † 1. Dezember 2020 in Berlin) war ein deutscher Zell- und Molekularbiologe. Er wirkte von 1964 bis zum Ende des Jahres 1971 als Direktor des Instituts für Zellphysiologie der Deutschen Akademie der Wissenschaften zu Berlin, der späteren Akademie der Wissenschaften der DDR. Von 1972 bis 1981 war er Abteilungsleiter und anschließend bis 1991 stellvertretender Institutsdirektor am Zentralinstitut für Molekularbiologie (ZIM), das aus dem Zusammenschluss des Instituts für Zellphysiologie mit einer Reihe anderer Akademie-Institute entstanden war. Anschließend war er bis 1995 am Max-Delbrück-Centrum für Molekulare Medizin tätig, der Nachfolgeeinrichtung des ZIM.

## Leben
Heinz Bielka wurde 1929 in Gersdorf bei Görlitz geboren und war, nachdem er nach dem Ende des Zweiten Weltkrieges 1948 das Abitur erworben hatte, zunächst als Neulehrer in Ottendorf tätig. Er studierte anschließend von 1949 bis 1954 Biologie an den Universitäten in Dresden und Leipzig und promovierte 1956 in Leipzig über Untersuchungen zu Stoffwechsel und Wachstum von Tumorzellen. 1961 wurde er an der Humboldt-Universität zu Berlin mit einer Arbeit zur experimentellen Leukämie der Maus habilitiert. 
Ab 1962 war er stellvertretender Direktor des Instituts für Experimentelle Krebsforschung der Deutschen Akademie der Wissenschaften zu Berlin und ab 1964 als Nachfolger von Erwin Negelein Direktor des Akademie-Instituts für Zellphysiologie, 1968 folgte seine Ernennung zum Professor durch die Akademie. Mit Beginn des Jahres 1972 wurde er nach der Gründung des Zentralinstituts für Molekularbiologie (ZIM), das als Nachfolgeeinrichtung des Instituts für Zellphysiologie und mehrerer anderer Akademie-Institute entstanden war, Leiter der Abteilung Zellphysiologie am ZIM, an dem er von 1981 bis zum Ende des Jahres 1991 als stellvertretender Institutsdirektor fungierte. Ab 1992 war er am Max-Delbrück-Centrum für Molekulare Medizin tätig, der Nachfolgeeinrichtung des Zentralinstituts für Molekularbiologie.
Die Forschungsaktivitäten von Heinz Bielka bezogen sich, beeinflusst durch seinen Lehrer Arnold Graffi am Institut für Experimentelle Krebsforschung, vor allem auf molekular- und zellbiologische Aspekte des Krebswachstums. Seit 1995 war er im Ruhestand und verfasste Bücher über die Orts- und Medizingeschichte von Berlin-Buch.

## Auszeichnungen
Heinz Bielka war ab 1976 korrespondierendes und ab 1978 ordentliches Mitglied der Akademie der Wissenschaften der DDR, 1970 wurde er darüber hinaus in die Deutsche Akademie der Naturforscher Leopoldina aufgenommen. Seit 1993 gehörte er der Berlin-Brandenburgischen Akademie der Wissenschaften an. Im Jahr 1974 erhielt er den Rudolf-Virchow-Preis, 1979 den Nationalpreis der DDR sowie 1993 zusammen mit anderen Wissenschaftlern den Gerhard-Domagk-Preis für klinische und experimentelle Krebsforschung. Die Humboldt-Universität verlieh ihm 1996 die Ehrendoktorwürde.

## Werke (Auswahl)
- Aus meinem Leben: Eine vielfältige Geschichte: Erinnerungen. Frieling & Huffmann, Berlin, 2018, ISBN 3-8280-3438-1.
- (Hrsg.) The Eukaryotic Ribosome. Akademie-Verlag, Berlin 1982, DNB 821080490. Lizenzausgabe bei Springer, Berlin / Heidelberg 1982, ISBN 3-540-11059-3.
- (Hrsg.) Molekularbiologie. Verlag Gustav Fischer, Jena 1985, DNB 860289958. Lizenzausgabe bei G. Fischer, Stuttgart 1985, ISBN 3-437-20284-7.
- mit Thomas Börner: Molekulare Biologie der Zelle. Verlag Gustav Fischer, Jena 1969, DNB 457628065. Lizenzausgabe bei G. Fischer, Stuttgart, 1969, DNB 457628073. Neuauflage: G. Fischer, Jena / Stuttgart, 1995, ISBN 3-334-60958-8.
- Geschichte der medizinisch-biologischen Institute Berlin-Buch. Springer-Verlag, Berlin / Heidelberg, 2. Auflage, 2002, ISBN 3-540-42842-9.